# Hockeria basilewskyi
Hockeria basilewskyi is een vliesvleugelig insect uit de familie bronswespen (Chalcididae). De wetenschappelijke naam is voor het eerst geldig gepubliceerd in 1955 door Steffan.